# Раннеллс (Айова)
Раннеллс (англ. Runnells) — місто (англ. city) в США, в окрузі Полк штату Айова. Населення — 457 осіб (2020).

## Географія
Раннеллс розташований за координатами 41°30′51″ пн. ш. 93°21′37″ зх. д. / 41.51417° пн. ш. 93.36028° зх. д. (41.514055, -93.360397).  За даними Бюро перепису населення США в 2010 році місто мало площу 1,10 км², уся площа — суходіл.

## Демографія
Згідно з переписом 2010 року, у місті мешкало 507 осіб у 179 домогосподарствах у складі 135 родин. Густота населення становила 459 осіб/км².  Було 187 помешкань (169/км²).
Расовий склад населення:
| - 97,0 % — білих - 0,8 % — корінних американців - 0,4 % — азіатів - 0,2 % — чорних або афроамериканців |

До двох чи більше рас належало 1,4 %. Частка іспаномовних становила 1,4 % від усіх жителів.
За віковим діапазоном населення розподілялося таким чином: 33,1 % — особи молодші 18 років, 56,2 % — особи у віці 18—64 років, 10,7 % — особи у віці 65 років та старші. Медіана віку мешканця становила 31,9 року. На 100 осіб жіночої статі у місті припадало 105,3 чоловіків;  на 100 жінок у віці від 18 років та старших — 93,7 чоловіків також старших 18 років.
Середній дохід на одне домашнє господарство  становив 69 517 доларів США (медіана — 71 250), а середній дохід на одну сім'ю — 85 392 долари (медіана — 80 625). Медіана доходів становила 48 269 доларів для чоловіків та 39 688 доларів для жінок. За межею бідності перебувало 4,3 % осіб, у тому числі 1,3 % дітей у віці до 18 років та 14,3 % осіб у віці 65 років та старших.
Цивільне працевлаштоване населення становило 286 осіб. Основні галузі зайнятості: освіта, охорона здоров'я та соціальна допомога — 20,3 %, роздрібна торгівля — 12,9 %, мистецтво, розваги та відпочинок — 11,9 %.